# Eduard Handtmann
Friedrich August Eduard Handtmann (* 28. Mai 1842 in Potsdam; † 24. November 1912 ebenda) war ein deutscher evangelischer Geistlicher und Sagensammler.

## Leben
Eduard Handtmanns Vater, Karl Handtmann, war als Lehrer am Kadettenhaus in Potsdam angestellt und Predigtamtskandidat. 1850 erhielt er die Ordination und wurde im gleichen Jahr auf eine  Pfarrstelle nach Zellin (bei Königsberg Nm.) (heute Czelin) berufen. Hier arbeitete er bis zu seinem Tod am 31. Juli 1883.
Eduard Handtmann erhielt seine Schulbildung im Gymnasium in Königsberg in der Neumark. Später studierte er in Berlin, Tübingen und Halle (Saale) das Fach Evangelische Theologie. Er wurde am 1. November 1868 ordiniert. Seine ersten Pfarrstellen waren in Kriescht (heute Krzeszyce) und im Nachbarort Mauskow (Neumark). Am 6. Oktober 1869 heiratete er die Tochter des Oberlehrers Wilhelm Rudolf Stahr aus Stettin. Von 1875 bis 1907 war er auf der Pfarrstelle in Seedorf (heute ein Ortsteil der Gemeinde Lenzen) tätig. Hier wurden seine vier Kinder geboren. 
Handtmann war Mitglied der Berliner Anthropologischen Gesellschaft sowie der Deutschen Anthropologischen Gesellschaft. Neben zahlreichen Beiträgen in Zeitungen und Zeitschriften betätigte er sich als Mitglied der Gesellschaft für Heimatkunde der Provinz Brandenburg. 
Sein bekanntestes Werk dieser Zeit war die Sagensammlung Neue Sagen der Mark Brandenburg von 1883. Theodor Fontane nutzte die Sagensammlung ausführlich in seinen Wanderungen durch die Mark Brandenburg (Band 5, Fünf Schlösser, 1889 erschienen) und sah sich sogar Plagiatsvorwürfen ausgesetzt. Im Vorwort wird Handtmann für seine „trefflichsten Sagensammlung“ ein Denkmal gesetzt:

„Alle von mir benutzten Bücher sind, meines Wissens, im Texte genannt worden, mit alleiniger Ausnahme (weshalb ich es hier nachhole) des E. Handtmannschen Buches »Neue Sagen aus Mark Brandenburg«, einer trefflichsten Sagensammlung …“

Noch 1912 veröffentlichte Handtmann eine Sammlung Potsdamer Sagen und Märchen. Nach seiner Emeritierung als Pfarrer ging er nach Potsdam zurück. Hier starb er am 27. November 1912. Seine Grabstätte befand sich auf dem Alten Friedhof in Potsdam und ist heute nicht mehr auffindbar.

## Werke
- Neue Sagen der Mark Brandenburg. Berlin 1883.
- Potsdamer Sagen und Märchen. Hayn’s Erben, Potsdam 1920.